# Liste der Naturdenkmale in Rammelsbach
Die Liste der Naturdenkmale in Rammelsbach nennt die im Gemeindegebiet von Rammelsbach ausgewiesenen Naturdenkmale (Stand 27. April 2024).

## Ehemalige Naturdenkmale
| Nr.         | Bezeichnung | Lage                                   | Beschreibung                           | Bild                                    |
| ----------- | ----------- | -------------------------------------- | -------------------------------------- | --------------------------------------- |
| ND-7336-374 | Ulme        | Kandelbrunnenstraße, hinter Nr. 6 Lage | Ulmus sp.; Rechtsverordnung aufgehoben | Direkt Bild zu diesem Denkmal hochladen |